# Stepanivka, Mena
Stepanivka (în ucraineană Степанівка) este un sat în comuna Voloskivți din raionul Mena, regiunea Cernihiv, Ucraina.

## Demografie
Componența lingvistică a localității Stepanivka
     Ucraineană (96,71%)
     Rusă (2,82%)
     Alte limbi (0,47%)
Conform recensământului din 2001, majoritatea populației localității Stepanivka era vorbitoare de ucraineană (96,71%), existând în minoritate și vorbitori de rusă (2,82%).